# Казань-2
Казань-2 — пассажирский терминал железнодорожной станции Восстание-Пассажирская, один из двух железнодорожных вокзалов Казани. Он является частью мультимодального транспортно-пересадочного узла. На станции останавливаются поезда дальнего и пригородного сообщения.

## История
Строительство ещё одного железнодорожного вокзала в Казани, вдобавок к вокзалу на станции Казань было предусмотрено ещё городским генеральным планом 1941 года. Великая Отечественная война отодвинула сроки реализации проекта.

### Старое здание вокзала

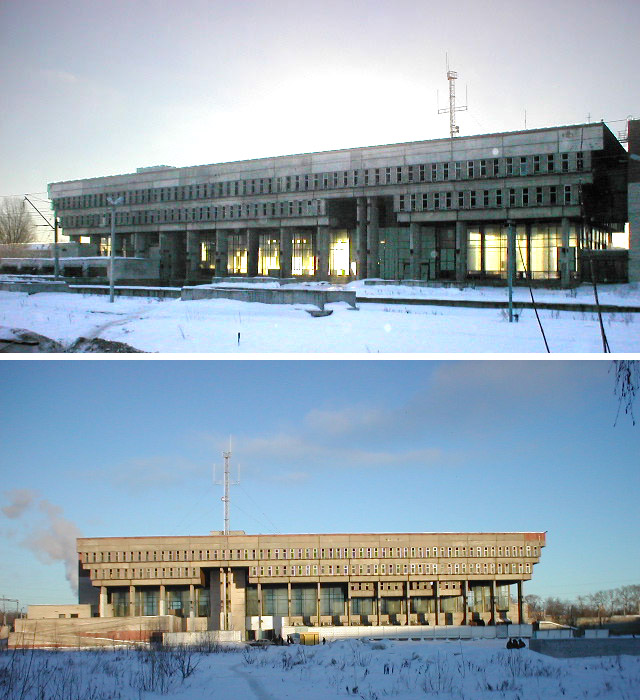
Старое здание вокзала

Для воплощения генплана Казани 1969 года, предусматривавшего постройку в городе нового железнодорожного вокзала, в начале 1970-х годов институтом Мосгипротранс для Казани был спроектирован вокзальный комплекс. По замыслу архитекторов он был выполнен в стиле брутализма (необрутализма) и напоминал один из ярких его образцов — здание Бостонской ратуши (англ. Boston City Hall) в США, построенное в 1969 году.
Возведение массивного здания вокзала началось на улице Воровского в 1974 году, работы велись трестом «Казтрансстрой». Сметная стоимость вокзала составляла 6,243 миллионов советских рублей. Высота всего здания должна была быть более 12 метров; общая площадь залов ожидания — 1450 м², а размер вестибюля — 700 м²; на втором этаже должны были быть оборудованы комнаты отдыха на 100 человек и комната матери и ребёнка на 65 человек. На привокзальной площади размером 4800 м² планировалось разместить стоянки легковых автомашин (более 200 машиномест), такси и автобусов, а также разбить парк с аллеями.
К 1976 году каркас здания вокзала был завершён почти полностью, были закончены почти все строительно-монтажные работы, три основных этажа, антресоли, промежуточные этажи ждали отделочников. Однако финансирование стройки в том же году прекратилось. После этого на протяжении трёх десятилетий новый вокзал являлся главным городским долгостроем.
В конце 1980-х годов был построен путепровод над улицей Декабристов, начато строительство подземного перехода станции и посадочных платформ. В начале 1990-х годов отделана часть цокольного этажа здания, в котором были открыты кассы пригородного сообщения электропоездов, открыт для прохода частично отделанный подземный пешеходный переход к платформам.
В середине-конце 1990-х годов у станции были проложены два приёмо-отправочных пути, смонтированы устройства СЦБ, открыты кассы для поездов дальнего следования, построена островная посадочная платформа, на которую стали приниматься несколько транзитных поездов направлений Москва-Ижевск и Москва-Свердловск.
В начале 2000-х годов из-за недостаточного количества пассажиров кассы ликвидированы, а цокольный этаж и переход закрыт для доступа пассажиров. Пригородная касса была размещена непосредственно на пассажирской платформе остановочного пункта.
К 1000-летию Казани было отреставрировано здание главного казанского железнодорожного вокзала, являющееся памятником архитектуры, и реконструировано здание пригородного вокзала, ряд других зданий у Привокзальной площади, сообщалось о разработке планов завершения вокзального комплекса на улице Воровского.
В 2007 году руководство Горьковской железной дороги сочло советский проект здания вокзала несоответствующим современным требованиям, предложив его снести и построить новый небольшой павильон на две-три кассы.
С конца 2010 года по апрель 2011 года проводился демонтаж надземной части вокзала, в ходе которого были снесены трёхэтажный корпус и часть помещений цокольного этажа.

### Новое здание вокзала
Железнодорожный вокзальный комплекс станции «Каза́нь-2». Неофициально комплекс горожанами называется также «Новый вокзал», «Северный вокзал», «Транзитный вокзал».
В новом генплане города 2010 года также предусматривалось строительство нового железнодорожного вокзала на северном внутригородском ходу железной дороги до 2020 года. Он был призван вывести из центра города интенсивное железнодорожное движение.
В связи с проведением в Казани в 2013 году XVII Всемирной летней универсиады, городскими властями совместно с ОАО «РЖД» начаты масштабные работы по подготовке железнодорожной инфраструктуры города к Универсиаде. Было принято решение реконструировать имеющиеся железнодорожные вокзалы и пути, а также соорудить вместе со станцией казанского метрополитена «Московская» и автобусной станцией на улице Воровского новый транспортно-пересадочный узел с использованием сохранившихся от старого вокзала цоколя и подземного перехода.
Работы по строительству нового вокзального комплекса начались в апреле 2011 года. Общая стоимость работ составляет более 1,2 млрд руб.
27 мая 2012 года был открыт для рабочего движения одноэтажный пассажирский терминал транспортно-пересадочного узла «Казань-2» (станция «Восстания-Пассажирская») с залами ожидания, кассами, терминалами регистрации и самообслуживания, тоннелем-выходом, пассажирскими платформами. Первым составом, высадившим пассажиров на открытой станции, стал поезд, следовавший рейсом Екатеринбург-Москва.
Официальное открытие состоялось 5 августа 2012 года.
К началу Универсиады (к лету 2013 года) комплекс, объединяющий вокзал, автостанцию и станцию метро были введены в эксплуатацию, в различные сроки, в полном объёме.
К лету 2013 года транспортно-пересадочный узел был полностью введён в эксплуатацию, а также перед зданием вокзала была разбита площадь.

## Перспективы развития

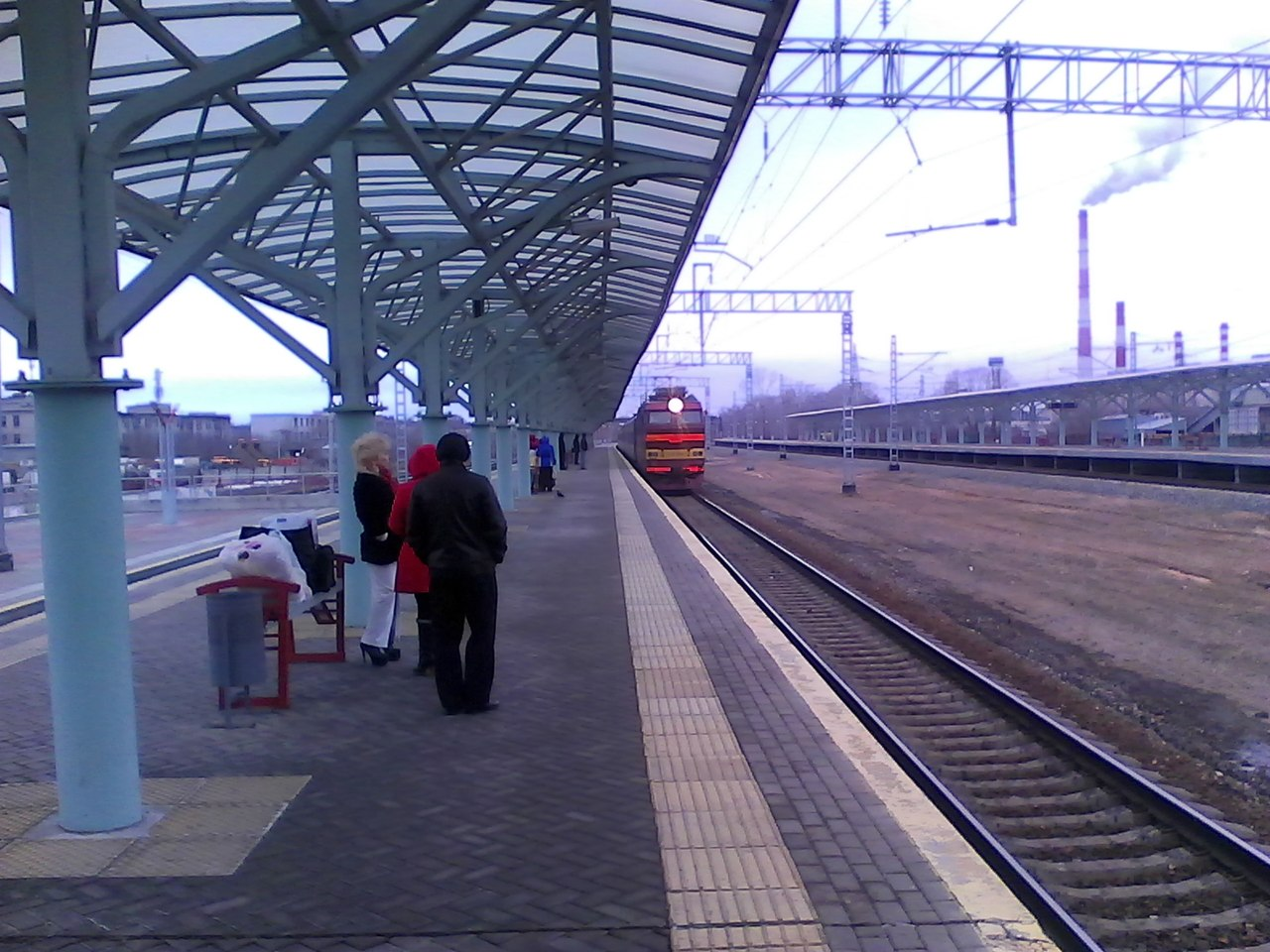
Перроны вокзала и поезд «Москва-Барнаул»

При строительстве вокзального комплекса были оставлены заделы под дальнейшее расширение. В частности, имеется недостроенный выход из пешеходного тоннеля и место для строительства платформы с путями между существующими платформами 2 и 3. Для приема и отправления высокоскоростных поездов «Сапсан» в рамках проектов организации высокоскоростного движения ВСМ Москва — Казань и Казань-Самара планируется строительство двухпутной эстакады и расширение здания вокзала

## Автовокзал
Железнодорожный вокзал имеет совмещённый автовокзал для пригородных и междугородных автобусов (рассчитанную на размещение 75 человек), а также пересадку на станцию Казанского метрополитена «Северный вокзал». С автовокзала выполняются пригородные автобусные рейсы в населённые пункты Васильево, Зеленодольск, Камско-устинский район и междугородние автобусные рейсы в города Набережные Челны, Йошкар-Ола, Нижний Новгород, Новочебоксарск, Чебоксары, Санкт-Петербург.